# Circonscription de Medina-Sidi Youssef
La circonscription de Medina-Sidi Youssef est l'une des trois circonscriptions législatives marocaines que compte la préfecture de Marrakech située en région Marrakech-Safi. Elle est représentée dans la Xe législature par Youness Benslimane, Moulay Bachir Tobi et Fatima-Zahra Mansouri.

## Historique des députations
| Législature | Début de mandat  | Fin de mandat    | Députés élus | Députés élus             | Députés élus | Députés élus             | Députés élus | Députés élus                |
| ----------- | ---------------- | ---------------- | ------------ | ------------------------ | ------------ | ------------------------ | ------------ | --------------------------- |
| IXe         | 26 novembre 2011 | 7 octobre 2016   |              | Youness Benslimane (PJD) |              | Hassan Laghchim (PJD)    |              | Fatima-Zahra Mansouri (PAM) |
| Xe          | 8 octobre 2016   | 8 septembre 2021 |              | Youness Benslimane (PJD) |              | Moulay Bachir Tobi (PJD) |              | Fatima-Zahra Mansouri (PAM) |
| XIe         | 9 septembre 2021 | ?                |              | Youness Benslimane (RNI) |              | Abdelaziz Driouch (PI)   |              | Fatima-Zahra Mansouri (PAM) |

## Historique des élections

### Découpage électoral d'octobre 2011

#### Élections de 2016
| Parti              | Parti                                         | Voix    | %      | Député(s) élus        |
| ------------------ | --------------------------------------------- | ------- | ------ | --------------------- |
|                    | Parti de la justice et du développement (PJD) | 25 871  | 53,28  | Youness Benslimane    |
| Moulay Bachir Tobi | Parti de la justice et du développement (PJD) | 25 871  | 53,28  |                       |
|                    | Parti authenticité et modernité (PAM)         | 14 713  | 30,30  | Fatima-Zahra Mansouri |
|                    | Rassemblement national des indépendants (RNI) | 4 348   | 8,95   |                       |
|                    | Parti de l'Istiqlal (PI)                      | 1 014   | 2,09   |                       |
|                    | Fédération de la gauche démocratique (FGD)    | 778     | 1,60   |                       |
|                    | Union socialiste des forces populaires (USFP) | 435     | 0,90   |                       |
|                    | Union marocaine pour la démocratie (UMD)      | 253     | 0,52   |                       |
|                    | Mouvement populaire (MP)                      | 221     | 0,46   |                       |
|                    | Front des forces démocratiques (FFD)          | 216     | 0,44   |                       |
|                    | Parti du progrès et du socialisme (PPS)       | 200     | 0,41   |                       |
|                    | Parti du renouveau et de l'équité (PRE)       | 181     | 0,37   |                       |
|                    | Parti des Néo-Démocrates (PND)                | 132     | 0,27   |                       |
|                    | Parti de la réforme et du développement (PRD) | 117     | 0,24   |                       |
|                    | Parti de l'Espoir (PE)                        | 80      | 0,16   |                       |
|                    |                                               |         |        |                       |
| Inscrits           | Inscrits                                      | 122 797 | 100,00 |                       |
| Abstentions        | Abstentions                                   | 73 985  | 60,25  |                       |
| Exprimés           | Exprimés                                      | 48 812  | 39,75  |                       |

#### Élections de 2021
| Parti       | Parti                                                       | Voix    | %      | Députés élus          |  |
| ----------- | ----------------------------------------------------------- | ------- | ------ | --------------------- |  |
|             | Parti authenticité et modernité (PAM)                       | 16 136  | 31,50  | Fatima-Zahra Mansouri |  |
|             | Parti de l'Istiqlal (PI)                                    | 11 361  | 22,18  | Abdelaziz Driouch     |  |
|             | Rassemblement national des indépendants (RNI)               | 8 753   | 17,09  | Youness Benslimane    |  |
|             | Union constitutionnelle (UC)                                | 3 668   | 7,16   |                       |  |
|             | Union socialiste des forces populaires (USFP)               | 3 089   | 6,03   |                       |  |
|             | Mouvement populaire (MP)                                    | 1 812   | 3,54   |                       |  |
|             | Parti de la justice et du développement (PJD)               | 1 723   | 3,36   |                       |  |
|             | Mouvement démocratique et social (MDS)                      | 954     | 1,86   |                       |  |
|             | Parti de l'Espoir (PE)                                      | 916     | 1,79   |                       |  |
|             | Parti de l'environnement et du développement durable (PEDD) | 648     | 1,26   |                       |  |
|             | Parti du progrès et du socialisme (PPS)                     | 642     | 1,25   |                       |  |
|             | Parti de l'unité et de la démocratie (PUD)                  | 635     | 1,24   |                       |  |
|             | Parti socialiste unifié (PSU)                               | 438     | 0,86   |                       |  |
|             | Parti marocain libéral (PML)                                | 366     | 0,71   |                       |  |
|             | Parti de la renaissance (PAN)                               | 57      | 0,11   |                       |  |
|             | Parti vert marocain (PVM)                                   | 29      | 0,06   |                       |  |
|             |                                                             |         |        |                       |  |
| Inscrits    | Inscrits                                                    | 124 217 | 100,00 |                       |  |
| Abstentions | Abstentions                                                 | 72 990  | 58,76  |                       |  |
| Exprimés    | Exprimés                                                    | 51 227  | 41,24  |                       |  |